# Martin Gromowski
Martin Gromowski (* 22. August 1983 in Starogard Gdański, Polen) ist ein deutscher Trampolinspringer. Er wohnt heute in Bad Kreuznach im Naheland in Rheinland-Pfalz und trainiert beim MTV Bad Kreuznach unter der Obhut des Trainers Steffen Eislöffel.

## Erfolge
| Jahr | Event                                          | Erfolg                                                      |
| ---- | ---------------------------------------------- | ----------------------------------------------------------- |
| 2015 | Europaspiele in Baku                           | Bronze im Synchron (mit Kyrylo Sonn)                        |
| 2014 | WM in Daytona Beach (USA)                      | 17. Einzel, 33. Synchron (mit Kyrylo Sonn)                  |
| 2014 | Deutsche Meisterschaften                       | 1. Einzel, 10. Synchron (mit Kyrylo Sonn)                   |
| 2014 | EM in Guimaraes (POR)                          | 6. Einzel                                                   |
| 2013 | Deutsche Meisterschaften                       | 1. Einzel                                                   |
| 2012 | Deutsche Mannschaftsmeisterschaften            | 5. Mannschaft (MTV Bad Kreuznach)                           |
| 2012 | Deutsche Meisterschaften                       | 1. Einzel, 2. Synchron (mit Kyrylo Sonn)                    |
| 2011 | Worldcup St. Petersburg (RUS)                  | 3. Synchron (mit Karsten Kuritz)                            |
| 2010 | World Cup Salzgitter                           | 3. Synchron (mit Henrik Stehlik)                            |
| 2010 | Weltmeisterschaften Metz (FRA)                 | 8. Einzel                                                   |
| 2010 | Deutsche Meisterschaften                       | 6. Einzel, 2. Synchron (mit Dennis Luxon)                   |
| 2010 | Worldcup Loulé (POR)                           | 4. Einzel, 8. Synchron (mit Henrik Stehlik)                 |
| 2010 | Worldcup Albacete (ESP)                        | 7. Synchron (mit Henrik Stehlik)                            |
| 2010 | EM Varna (BUL)                                 | 1. Mannschaft, 1. Synchron (mit Karsten Kuritz)             |
| 2009 | Deutsche Meisterschaften                       | 1. Einzel, 1. Synchron (mit Dennis Luxon)                   |
| 2009 | Weltcup Salzgitter                             | 2. Einzel                                                   |
| 2008 | Deutsche Meisterschaften                       | 10. Synchron (mit Karsten Kuritz)                           |
| 2008 | Deutsche Mannschaftsmeisterschaften            | 4. Mannschaft (MTV Bad Kreuznach)                           |
| 2008 | Europameisterschaften Odense (DEN)             | 3. Mannschaft, 7. Synchron (mit Karsten Kuritz), 52. Einzel |
| 2008 | Rheinhessen-Pokal                              | 1. Einzel                                                   |
| 2008 | Ruhr-Cup                                       | 3. Einzel                                                   |
| 2007 | Weltcup Québec (CAN)                           | 8. Einzel                                                   |
| 2006 | Deutsche Meisterschaften                       | 2. Synchron (mit Dennis Luxon), 6. Einzel                   |
| 2005 | Weltmeisterschaften Eindhoven (NED)            | Teilnehmer                                                  |
| 2005 | Deutsche Meisterschaften                       | 1. Einzel, 1. Synchron (mit Dennis Luxon)                   |
| 2005 | Weltcup Salzgitter                             | 2. Synchron (mit Henrik Stehlik)                            |
| 2004 | Deutsche Meisterschaften                       | 3. Einzel, 3. Synchron (mit Dimitri Mutzenberger)           |
| 2003 | Weltmeisterschaften Hannover                   | 3. Mannschaft Doppel-Mini-Tramp                             |
| 2003 | Deutsche Meisterschaften                       | 3. Synchron (mit Dimitri Mutzenberger)                      |
| 2002 | Europameisterschaften St. Petersburg (RUS)     | 3. Doppel-Mini-Tramp                                        |
| 2002 | Deutsche Jugendmeisterschaften                 | 5. Einzel                                                   |
| 2000 | Junioren-Europameisterschaften Eindhoven (NED) | 1. Mannschaft, 2. Einzel Doppel-Mini-Tramp                  |
| 2000 | Deutsche Jugendmeisterschaften                 | 1. Einzel                                                   |